# Fältmätningskåren

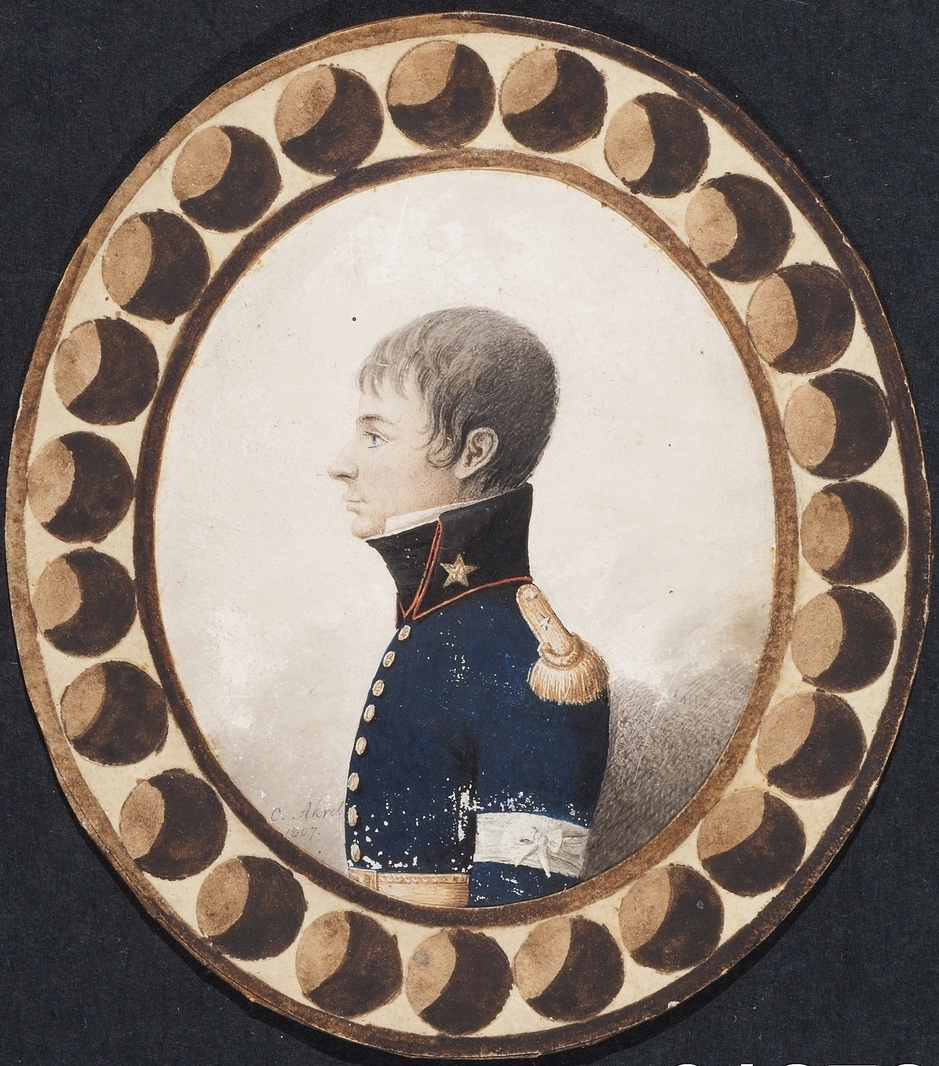
Carl Fredrik Akrell i Fältmätningskårens uniform för en löjtnant, 1807.

Fältmätningskåren var en militär svensk organisation som bildades 1805 under ledning av dåvarande översten Gustaf Wilhelm af Tibell. Uppgiften var bland annat att skapa militärkartor över Sverige. Kåren förenades 1811 med Fortifikationen och bildade Ingenjörkåren, där den utgjorde en fältmätningsbrigad.